# Нгуен Конг Ань, Поль
Поль Нгуен Конг Ань (вьет. Paul Nguyễn Công Anh; 1919, Французский Индокитай — 2008, Вьетнам) — гражданин Вьетнама и Франции, спасший несколько евреев во время Холокоста во Франции. Праведник народов мира (2007).

## Биография
Поль родился в 1919 году во Французском Индокитае (ныне территория Вьетнама) и эмигрировал во Францию. В 1942 году он учился в университете в Ницце, где познакомился со своей однокурсницей Ядвигой Альфабет, еврейской беженкой из Польши. Студенты полюбили друг друга и стали встречаться. Летом 1942 года французская полиция по запросу немецких властей стала проводить аресты евреев, не имевших французского гражданства. Были арестованы некоторые из родственников Ядвиги, в частности семья Берлинер.
Поль решил оформить с Ядвигой брак, надеясь, что получение ею французского гражданства спасёт её от депортации. 5 сентября 1942 года они заключили брак и переехали в Клермон-Ферран, где продолжили учёбу. Летом 1943 года супруги вернулись в Ниццу, которая на тот момент находилась под итальянским контролем, и пребывание евреев там было относительно безопасно.
В сентябре 1943 года Ницца была оккупирована нацистской Германией. Над евреями города нависла вновь угроза депортации. Поль принял решение спрятать не только жену, но и её родственников, дядю и тётю, Якова и Саломею Берлинер, с их маленьким сыном Роландом.
Вскоре Полю удалось раздобыть фальшивые документы, с помощью которых он в ноябре 1943 года выехал с Яковом Берлинером в Анси, где у него была договорённость с контрабандистами о переправке Якова в Швейцарию. Затем тем же путём он переправил и Саломею с ребёнком.
После войны Поль вместе с Ядвигой вернулся во Вьетнам. В 2006 году две их дочери подали запрос о признании отца Праведником народов мира. 30 апреля 2007 года Яд ва-Шем признал Поля Нгуен Конг Аня праведником народов мира. Поль — единственный гражданин Вьетнама, признанный Яд ва-Шем Праведником народов мира. 14 июля того же года Франция вручила ему Орден Почётного легиона. Он умер через год после получения наград в возрасте 89 лет.

## Награды
- Праведник народов мира (присвоено Яд ва-Шем 30 апреля 2007).
- Кавалер французского ордена Почётного Легиона (14 июля 2007).